# Mauvezin (Gers)
Pour les articles homonymes, voir Mauvezin.
Mauvezin est une commune française située dans l'est du département du Gers, en région Occitanie. Sur le plan historique et culturel, la commune est dans le Fézensaguet, un petit pays gascon, ancienne vicomté se situant entre l'Armagnac et la Lomagne.
Exposée à un climat océanique altéré, elle est drainée par la Gimone, l'Arrats, le ruisseau de la Barage et par divers autres petits cours d'eau. La commune possède un patrimoine naturel remarquable composé de quatre zones naturelles d'intérêt écologique, faunistique et floristique.
Mauvezin est une commune rurale qui compte 2 275 habitants en 2022.  Ses habitants sont appelés les Mauvezinois ou  Mauvezinoises.
Frontière entre l'Aquitaine et la Narbonnaise, place forte implantée sur un site escarpé, Mauvezin dès le XIIIe siècle se dote de la structure qui la caractérise aujourd'hui : la haute ville (place de la Libération) et la basse ville.
Le patrimoine architectural de la commune comprend deux  immeubles protégés au titre des monuments historiques : l'église Saint-Michel, classée en 1930, et la halle, inscrite en 2004.

## Géographie

### Localisation
Mauvezin est une commune de Gascogne située en Pays Portes de Gascogne entre Auch et Montauban.

### Communes limitrophes
Mauvezin est limitrophe de dix autres communes.
Les communes limitrophes sont  Labrihe, Mansempuy, Monfort, Saint-Antonin, Saint-Georges, Saint-Orens, Saint-Sauvy, Sainte-Marie, Sérempuy et Touget.
| Sérempuy                   | Monfort      | Labrihe                    |
| Mansempuy                  | Mauvezin     | Saint-Georges, Saint-Orens |
| Saint-Antonin, Saint-Sauvy | Sainte-Marie | Touget                     |

### Géologie et relief
La commune se situe sur un coteau enchâssé entre deux rivières : l'Arrats et la Gimone qui coulent parallèlement.
Mauvezin se situe en zone de sismicité 1 (sismicité très faible).

### Hydrographie

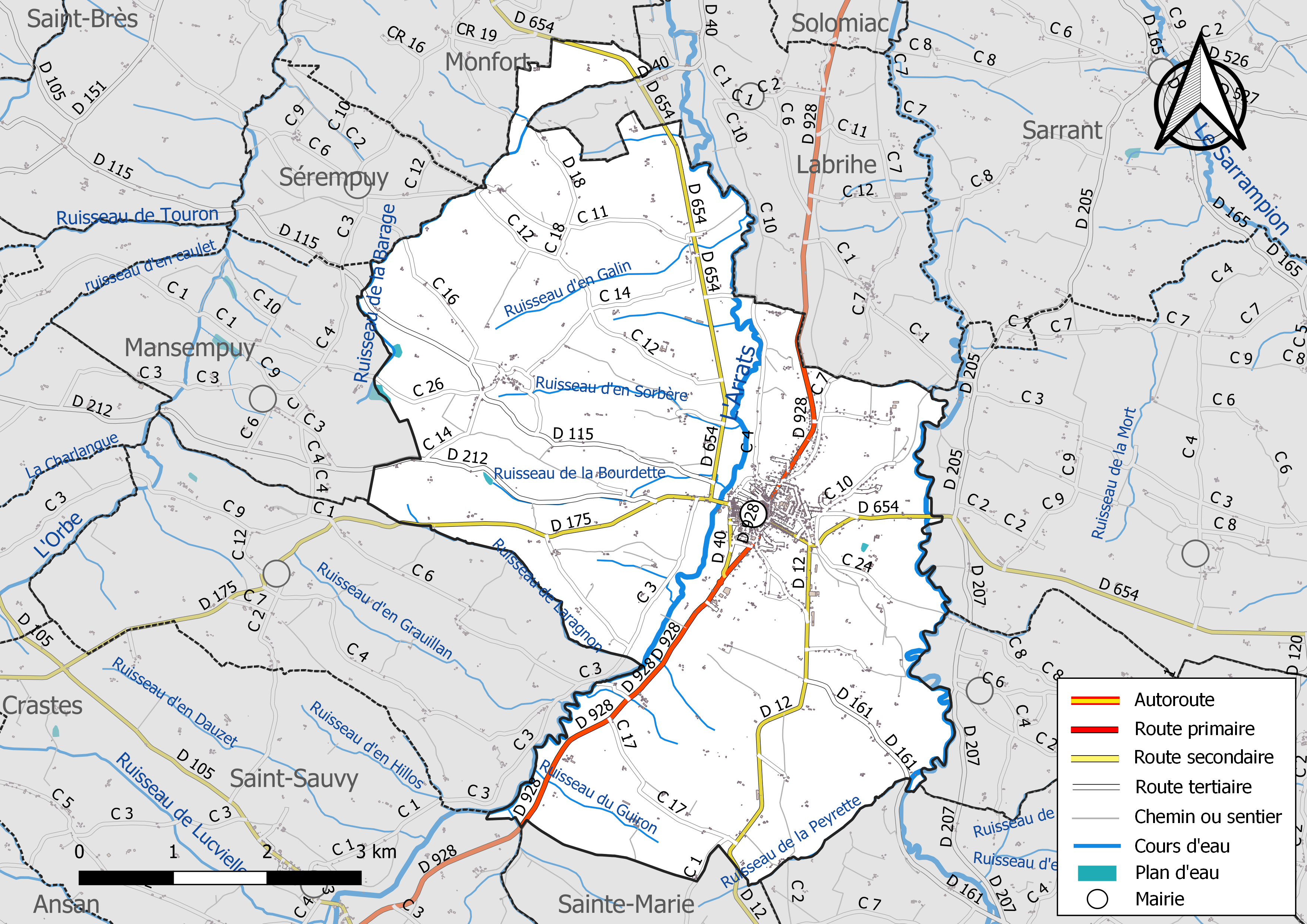
Réseaux hydrographique et routier de Mauvezin.

La commune est dans le bassin de la Garonne, au sein du bassin hydrographique Adour-Garonne. Elle est drainée par la Gimone, l'Arrats, le ruisseau de la Barage, un bras de la Gimone, le ruisseau de la Bourdette, le ruisseau de la Peyrette, le ruisseau de Laragnon, le ruisseau de la Toupate, le ruisseau de Lugat, le ruisseau d'en Galin, le ruisseau d'en Riestes, le ruisseau d'en Sorbère, le ruisseau des Mouliès, et par divers petits cours d'eau, qui constituent un réseau hydrographique de 34 km de longueur totale,.
La Gimone, d'une longueur totale de 135,7 km, prend sa source dans la commune de Saint-Loup-en-Comminges et s'écoule du sud-ouest vers le nord-est. Elle traverse la commune et se jette dans la Garonne à Castelferrus, après avoir traversé 54 communes.
L'Arrats, d'une longueur totale de 162,1 km, prend sa source dans la commune de Lannemezan et s'écoule vers le nord. Il traverse la commune et se jette dans la Garonne à Saint-Loup, après avoir traversé 66 communes.

### Climat
Pour des articles plus généraux, voir Climat de l'Occitanie et Climat du Gers.
En 2010, le climat de la commune est de type climat du Bassin du Sud-Ouest, selon une étude s'appuyant sur une série de données couvrant la période 1971-2000. En 2020, Météo-France publie une typologie des climats de la France métropolitaine dans laquelle la commune est exposée à un climat océanique altéré et est dans la région climatique Aquitaine, Gascogne, caractérisée par une pluviométrie abondante au printemps, modérée en automne, un faible ensoleillement au printemps, un été chaud (19,5 °C), des vents faibles, des brouillards fréquents en automne et en hiver et des orages fréquents en été (15 à 20 jours).
Pour la période 1971-2000, la température annuelle moyenne est de 13,3 °C, avec une amplitude thermique annuelle de 16 °C. Le cumul annuel moyen de précipitations est de 712 mm, avec 9,7 jours de précipitations en janvier et 5,8 jours en juillet. Pour la période 1991-2020, la température moyenne annuelle observée sur la station météorologique la plus proche, située sur la commune de Sainte-Anne à 7 km à vol d'oiseau, est de 13,6 °C et le cumul annuel moyen de précipitations est de 676,2 mm,. Pour l'avenir, les paramètres climatiques de la commune estimés pour 2050 selon différents scénarios d'émission de gaz à effet de serre sont consultables sur un site dédié publié par Météo-France en novembre 2022.

### Milieux naturels et biodiversité
L’inventaire des zones naturelles d'intérêt écologique, faunistique et floristique (ZNIEFF) a pour objectif de réaliser une couverture des zones les plus intéressantes sur le plan écologique, essentiellement dans la perspective d’améliorer la connaissance du patrimoine naturel national et de fournir aux différents décideurs un outil d’aide à la prise en compte de l’environnement dans l’aménagement du territoire.
Deux ZNIEFF de type 1 sont recensées sur la commune :
les « prairies humides de la Gimone à Touget » (180 ha), couvrant 4 communes du département, et 
les « prairies humides de l'Arrats à Mauvezin » (96 ha), couvrant 2 communes du département
et deux ZNIEFF de type 2, : 
- le « cours de la Gimone et de la Marcaoue » (3 085 ha), couvrant 60 communes dont cinq dans la Haute-Garonne, 37 dans le Gers, une dans les Hautes-Pyrénées et 17 dans le Tarn-et-Garonne[16] ;
- le « cours de l'Arrats » (815 ha), couvrant 30 communes dont 22 dans le Gers et huit dans le Tarn-et-Garonne[17].

Carte des ZNIEFF de type 1 et 2 à Mauvezin.
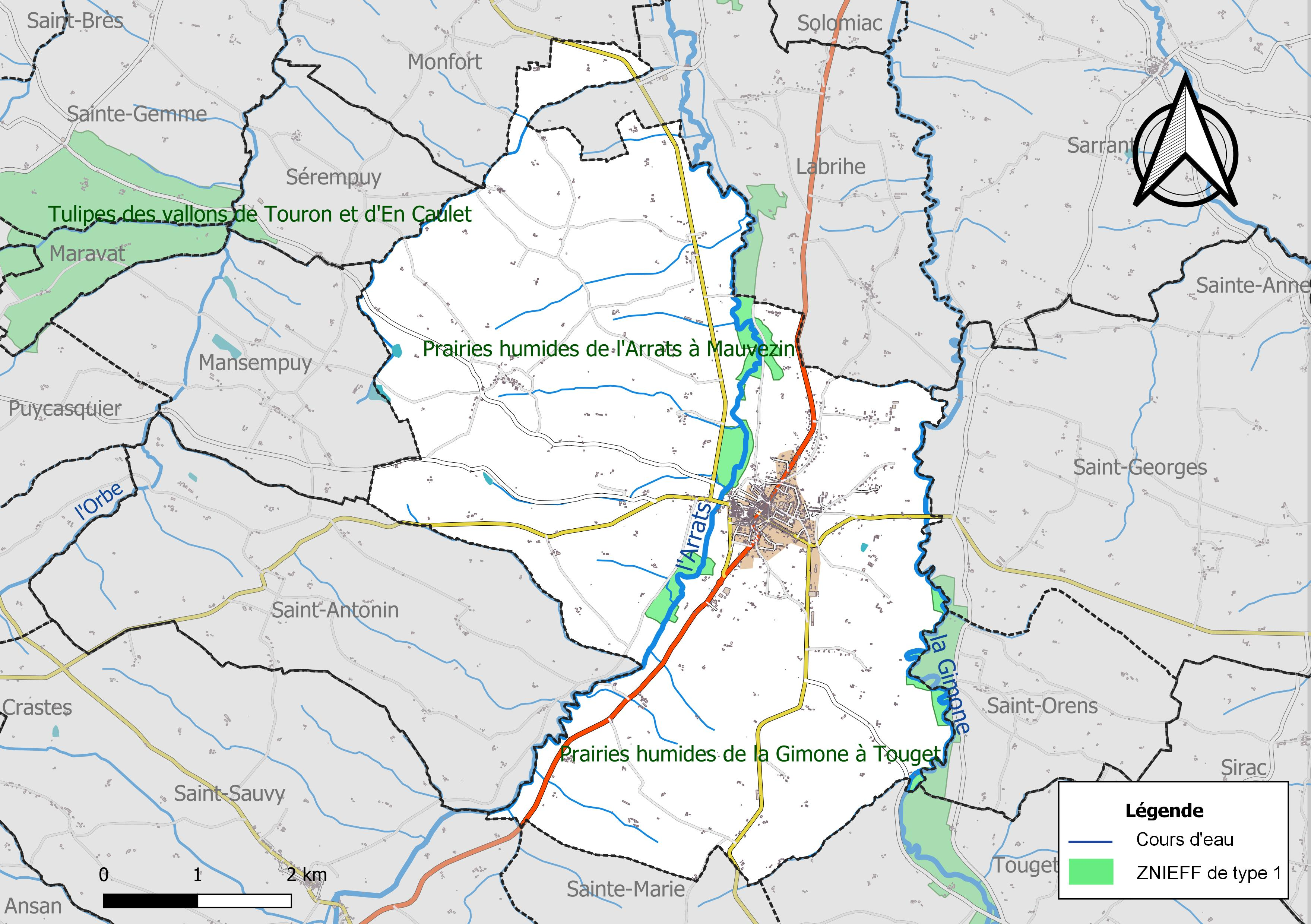
Carte des ZNIEFF de type 1 sur la commune.
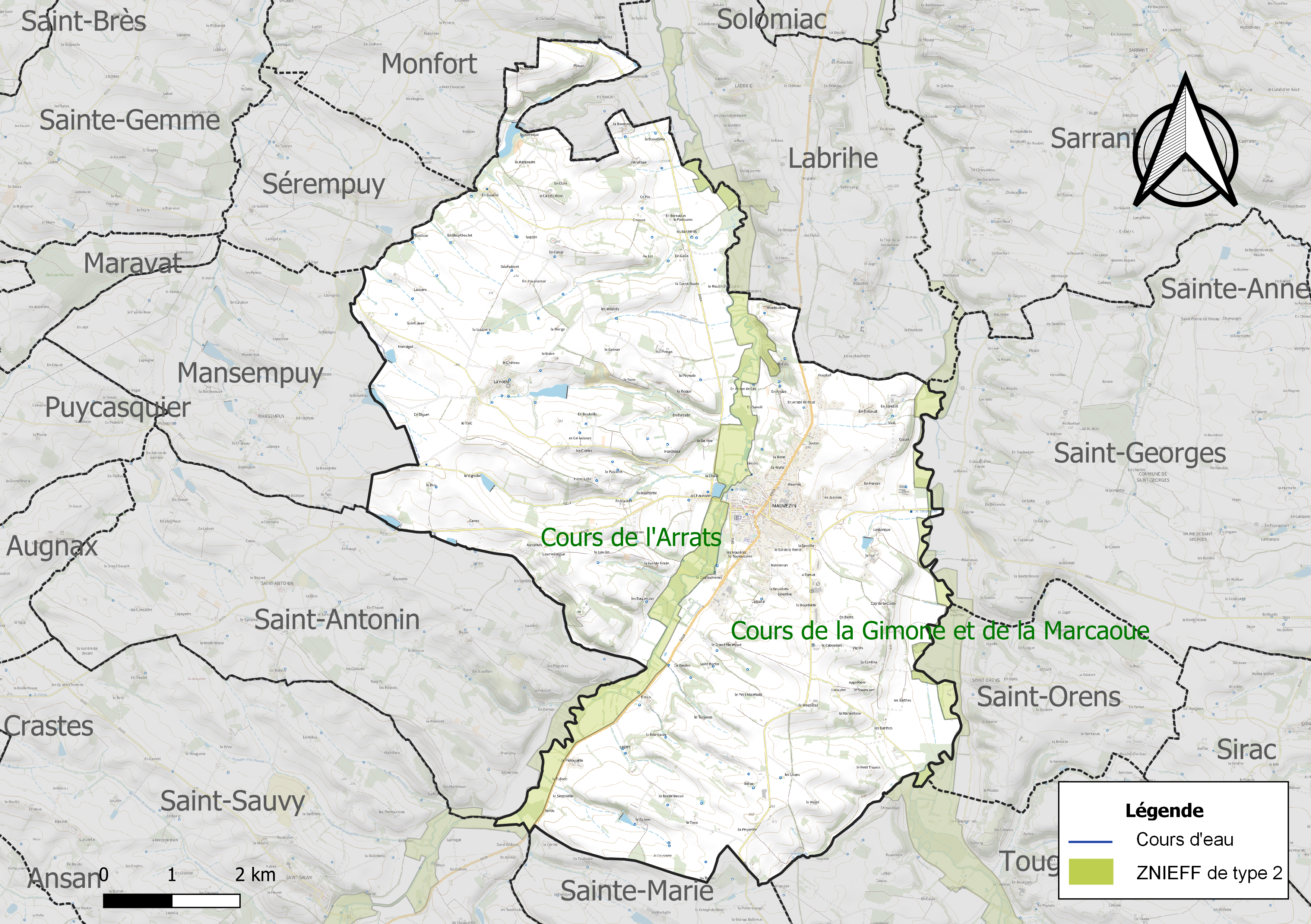
Carte des ZNIEFF de type 2 sur la commune.

## Urbanisme

### Typologie
Au 1er janvier 2024, Mauvezin est catégorisée bourg rural, selon la nouvelle grille communale de densité à sept niveaux définie par l'Insee en 2022.
Elle est située hors unité urbaine et hors attraction des villes,.

### Occupation des sols
L'occupation des sols de la commune, telle qu'elle ressort de la base de données européenne d’occupation biophysique des sols Corine Land Cover (CLC), est marquée par l'importance des territoires agricoles (95,3 % en 2018), en diminution par rapport à 1990 (96,9 %). La répartition détaillée en 2018 est la suivante : 
terres arables (76,8 %), zones agricoles hétérogènes (17,2 %), zones urbanisées (3,3 %), forêts (1,4 %), prairies (1,3 %). L'évolution de l’occupation des sols de la commune et de ses infrastructures peut être observée sur les différentes représentations cartographiques du territoire : la carte de Cassini (XVIIIe siècle), la carte d'état-major (1820-1866) et les cartes ou photos aériennes de l'IGN pour la période actuelle (1950 à aujourd'hui).

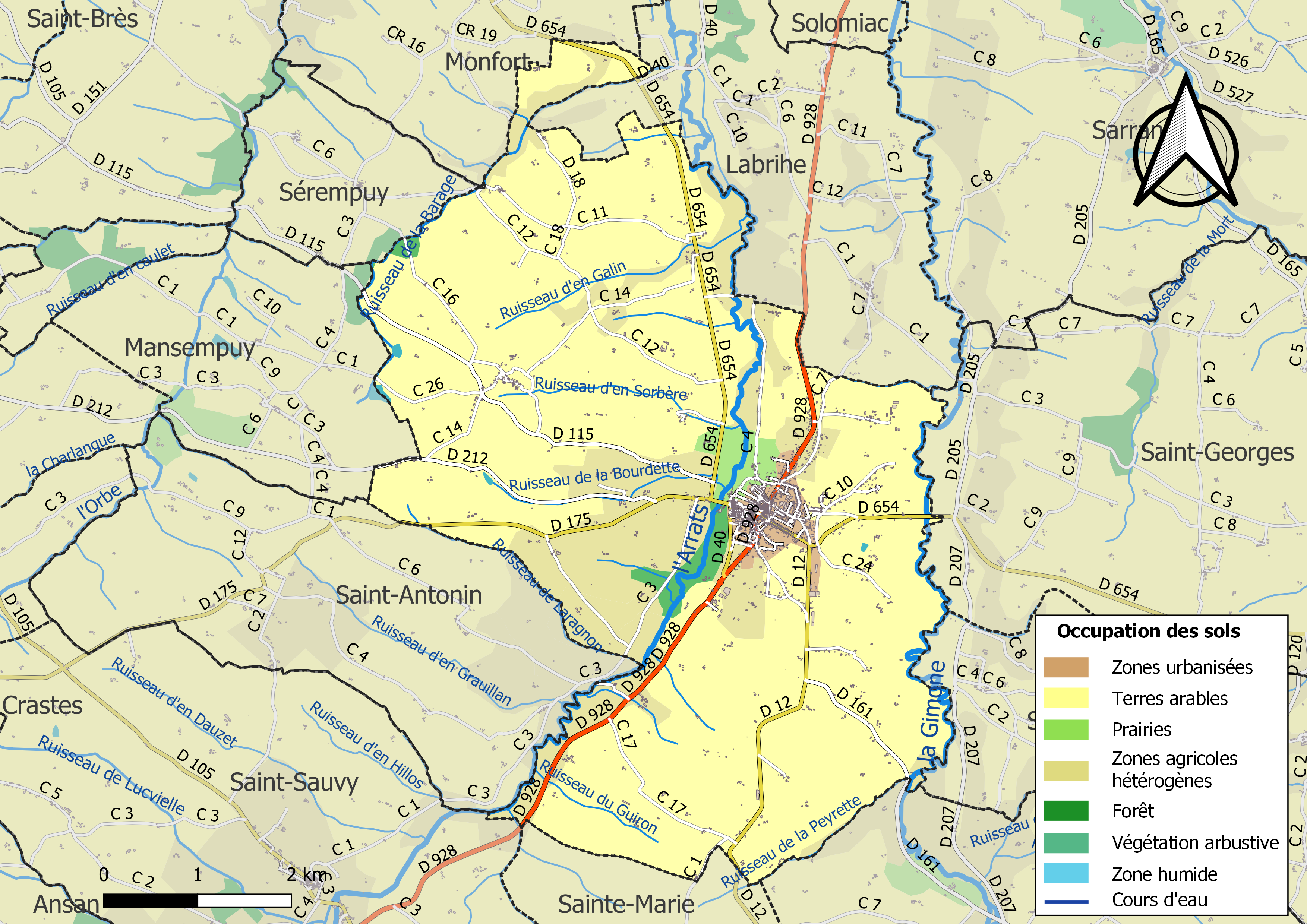
Carte des infrastructures et de l'occupation des sols de la commune en 2018 (CLC).

### Voies de communication et transports
Accès avec les anciennes routes nationales RN 128 et RN 654.
La ligne 933 du réseau liO relie la commune à Auch et à Montauban.

### Risques majeurs
Le territoire de la commune de Mauvezin est vulnérable à différents aléas naturels : météorologiques (tempête, orage, neige, grand froid, canicule ou sécheresse), inondations et séisme (sismicité très faible). Il est également exposé à un risque technologique, la rupture d'un barrage. Un site publié par le BRGM permet d'évaluer simplement et rapidement les risques d'un bien localisé soit par son adresse soit par le numéro de sa parcelle.

#### Risques naturels
Certaines parties du territoire communal sont susceptibles d’être affectées par le risque d’inondation par débordement de cours d'eau, notamment l'Arrats et la Gimone. La cartographie des zones inondables en ex-Midi-Pyrénées réalisée dans le cadre du XIe Contrat de plan État-région, visant à informer les citoyens et les décideurs sur le risque d’inondation, est accessible sur le site de la DREAL Occitanie. La commune a été reconnue en état de catastrophe naturelle au titre des dommages causés par les inondations et coulées de boue survenues en 1999, 2009, 2014, 2018 et 2020,.

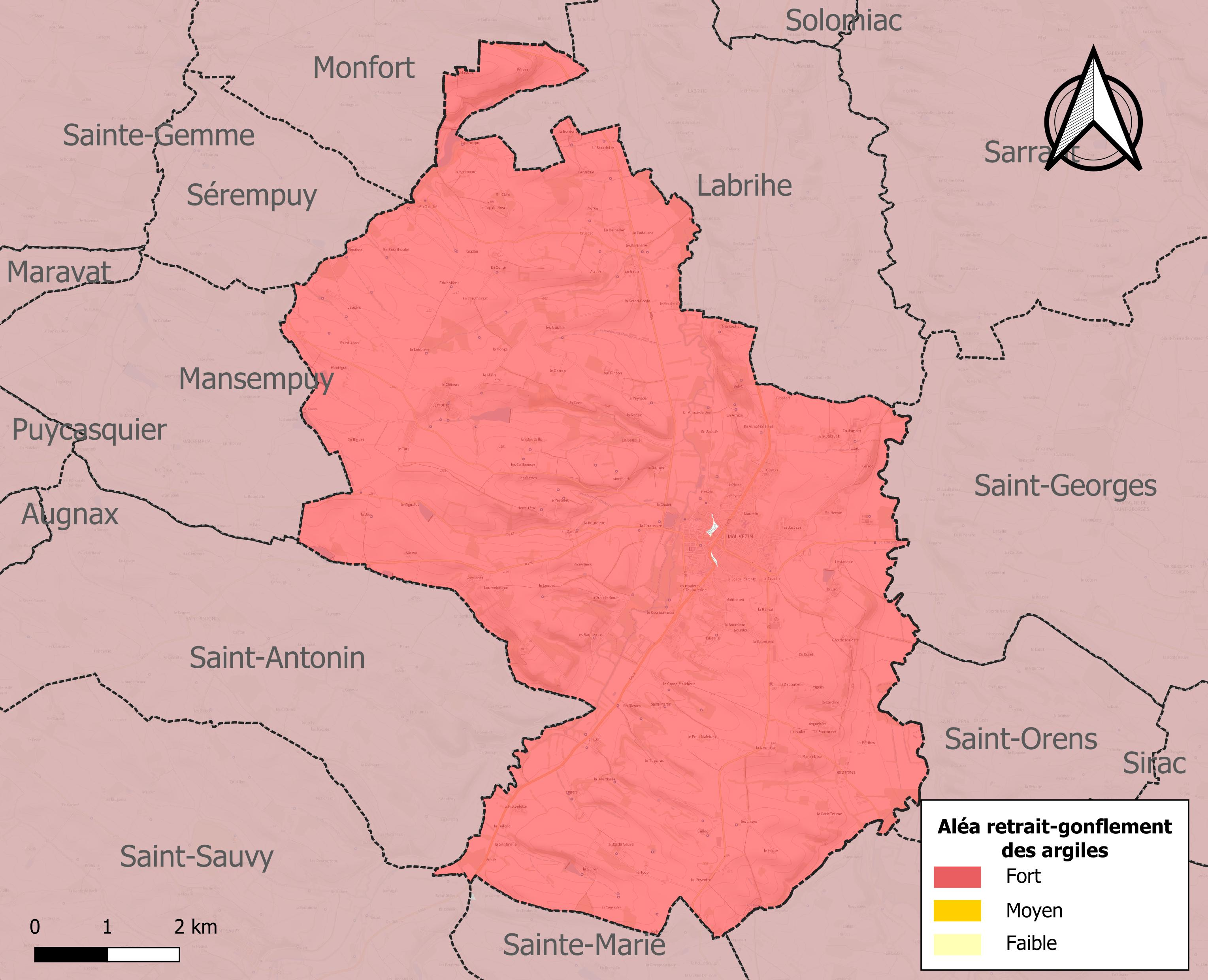
Carte des zones d'aléa retrait-gonflement des sols argileux de Mauvezin.

Le retrait-gonflement des sols argileux est susceptible d'engendrer des dommages importants aux bâtiments en cas d’alternance de périodes de sécheresse et de pluie. La totalité de la commune est en aléa moyen ou fort (94,5 % au niveau départemental et 48,5 % au niveau national). Sur les 1 076 bâtiments dénombrés sur la commune en 2019, 1 065 sont en aléa moyen ou fort, soit 99 %, à comparer aux 93 % au niveau départemental et 54 % au niveau national. Une cartographie de l'exposition du territoire national au retrait gonflement des sols argileux est disponible sur le site du BRGM,.
Par ailleurs, afin de mieux appréhender le risque d’affaissement de terrain, l'inventaire national des cavités souterraines permet de localiser celles situées sur la commune.
Concernant les mouvements de terrains, la commune a été reconnue en état de catastrophe naturelle au titre des dommages causés par la sécheresse en 1989, 1992, 1993, 1998, 1999, 2003, 2012 et 2016 et par des mouvements de terrain en 1999.

#### Risques technologiques
La commune est en outre située en aval du barrage de la Gimone, un ouvrage de classe A disposant d'une retenue de 25 millions de mètres cubes. La fiche réflexe du PPI définit le temps d'arrivée de l'onde et la zone d'accueil selon la position des habitants concernés par rapport à la Gimone (rive droite ou gauche),. À ce titre elle est susceptible d’être touchée par l’onde de submersion consécutive à la rupture de cet ouvrage,.

## Toponymie
Son ancienne forteresse, redoutée des alentours lui valut son nom de « Mauvais voisin » (en gascon mau vesin). Une autre interprétation du nom Malvesin (à partir des travaux du professeur A. Nouvel) permet de dire que mal signifie « hauteur ».

## Histoire
Mauvezin fut la capitale du Fézensaguet. Ce territoire démembré du comté de Fezenzac vers 920, devint la vicomté de Fredelon, troisième fils de Guillaume Garsie en 940. Il s'étendait des portes de Saint-Clar et de Fleurance jusqu'aux environs d'Auch et de L'Isle-Jourdain.
En 1275, les habitants reçurent une charte de coutumes et de libertés, octroyées par Géraud V. En 1472, le Fézensaguet fut intégré par Louis XI dans le domaine royal. Au début du XVIe siècle, il fut donné au duc d'Alençon et reprit son autonomie. Marguerite d'Angoulême reçut confirmation de cette donation au moment de son remariage avec Henri d'Albret, roi de Navarre.
Jeanne d'Albret, mère du futur Henri IV, vicomtesse du Fézensaguet, favorisa le développement de la Réforme protestante. À cette époque, Mauvezin était qualifiée de « Petite Genève ».
Henri de Navarre vint assez souvent à Mauvezin, notamment en 1576 : il s'empare de la ville ; les troupes causèrent quelques désordres ; les catholiques durent quitter les lieux.
Mauvezin connut les guerres de Religion et leurs conséquences : querelles, violences, saccages, combats.. Le couvent et l'église furent en partie détruits.
Louis XIII s'est efforcé d'établir le pouvoir absolu. Ses troupes ont investi les places fortes protestantes dont Mauvezin. La ville fit soumission en 1621. Le duc de Mayenne désarma  le château et des murailles. En 1789, la Révolution, la disette et la « Grande Peur » marquèrent la cité.
Les Archives départementales du Gers conservent le livre terrier de la ville pour le XVIIIe siècle, le rôle des tailles de 1705 à 1741, ainsi que le rôle de capitation de 1745 et plusieurs liasses d'archives.

## Politique et administration

### Administration municipale
Le nombre d'habitants au recensement de 2011 étant compris entre 500 et 1 499 habitants, le nombre de membres du conseil municipal pour l'élection de 2014 est de quinze,.

### Rattachements administratifs et électoraux
Commune faisant partie de la communauté de communes Bastides de Lomagne et du canton de Gimone-Arrats (avant le redécoupage départemental de 2014, Mauvezin était le chef-lieu de l'ex-canton de Mauvezin) et avant le 1er janvier 2017 elle faisait partie de la communauté de communes Bastides du Val d'Arrats.

## Population et société

### Démographie
L'évolution du nombre d'habitants est connue à travers les recensements de la population effectués dans la commune depuis 1793. Pour les communes de moins de 10 000 habitants, une enquête de recensement portant sur toute la population est réalisée tous les cinq ans, les populations de référence des années intermédiaires étant quant à elles estimées par interpolation ou extrapolation. Pour la commune, le premier recensement exhaustif entrant dans le cadre du nouveau dispositif a été réalisé en 2005.

En 2022, la commune comptait 2 275 habitants, en évolution de +5,42 % par rapport à 2016 (Gers : +1,04 %, France hors Mayotte : +2,11 %).
| 1793  | 1800  | 1806  | 1821  | 1831  | 1841  | 1846  | 1851  | 1856  |
| ----- | ----- | ----- | ----- | ----- | ----- | ----- | ----- | ----- |
| 1 981 | 1 989 | 2 090 | 2 164 | 2 689 | 2 674 | 2 634 | 2 616 | 2 700 |

| 1861  | 1866  | 1872  | 1876  | 1881  | 1886  | 1891  | 1896  | 1901  |
| ----- | ----- | ----- | ----- | ----- | ----- | ----- | ----- | ----- |
| 2 704 | 2 713 | 2 727 | 2 672 | 2 587 | 2 567 | 2 465 | 2 477 | 2 261 |

| 1906  | 1911  | 1921  | 1926  | 1931  | 1936  | 1946  | 1954  | 1962  |
| ----- | ----- | ----- | ----- | ----- | ----- | ----- | ----- | ----- |
| 2 205 | 2 128 | 1 735 | 1 826 | 1 756 | 1 865 | 1 730 | 1 712 | 1 866 |

| 1968  | 1975  | 1982  | 1990  | 1999  | 2005  | 2006  | 2010  | 2015  |
| ----- | ----- | ----- | ----- | ----- | ----- | ----- | ----- | ----- |
| 1 857 | 1 756 | 1 705 | 1 671 | 1 642 | 1 743 | 1 755 | 1 947 | 2 149 |

| 2020  | 2022  | - | - | - | - | - | - | - |
| ----- | ----- | - | - | - | - | - | - | - |
| 2 237 | 2 275 | - | - | - | - | - | - | - |

| selon la population municipale des années : | 1968 | 1975 | 1982 | 1990 | 1999 | 2006 | 2009 | 2013 |
| Rang de la commune dans le département      | 13   | 14   | 13   | 14   | 14   | 13   | 13   | 13   |
| Nombre de communes du département           | 466  | 462  | 462  | 462  | 463  | 463  | 463  | 463  |

### Enseignement
Mauvezin fait partie de l'académie de Toulouse.

### Manifestations culturelles et festivités
- J.E.M. Mauvezin : les Journées Économiques de Pâques avec « Bonjour les Antiquaires », les concerts de gospels, la foire aux produits régionaux, la randonnée de l'Omelette mauvezinoise, les expositions et la fête foraine.
- La Fête de l'Ail : le lundi après le 15 août, la journée est animée, la veille par la randonnée cyclotouriste de l'ail, et le jour même par l'élection de la Reine de l'Ail et par le bal populaire.
- Rondes des foies gras, chaque année le deuxième dimanche d'octobre, parcours de 25 km à effectuer soit en course à pied en individuel soit en couple course à pied + VTT. Cette course présente la particularité d'offrir des ravitaillements au foie gras dans les sept fermes productrices du parcours.
- Cinéma tous les mardis, vendredis et dimanches. En été séances les mardis, jeudis et dimanches.
- Fête locale et patronale le dernier dimanche de septembre, avec bal, course cycliste et fête foraine, organisée par le comité des fêtes (fête de la Saint-Michel) et concert d'orgues.
- Café associatif

### Santé
Maison de santé, médecins, infirmières, pharmacie,

### Activités sportives
Rugby à XV : La Renaissance sportive mauvezinoise participe au championnat de France de 2e division à partir de la saison 1972 puis obtient la montée en première division groupe B en 1975 avant de finalement la refuser.L'équipe évolue en Fédérale 3 pour la saison 2022-2023.
Football, Chasse, Pétanque, Tennis, Pêche

### Écologie et recyclage
La collecte et le traitement des déchets des ménages et des déchets assimilés ainsi que la protection et la mise en valeur de l'environnement se font dans le cadre du SICTOM EST.

## Économie

### Revenus
En 2018  (données Insee publiées en septembre 2021), la commune compte 1 038 ménages fiscaux, regroupant 2 044 personnes. La médiane du revenu disponible par unité de consommation est de 20 540 € (20 820 € dans le département). 42 % des ménages fiscaux sont imposés (43,9 % dans le département).

### Emploi
|                | 2008  | 2013  | 2018  |
| -------------- | ----- | ----- | ----- |
| Commune        | 7,1 % | 8 %   | 7,6 % |
| Département    | 6,1 % | 7,5 % | 8,2 % |
| France entière | 8,3 % | 10 %  | 10 %  |

En 2018, la population âgée de 15 à 64 ans s'élève à 1 154 personnes, parmi lesquelles on compte 79,4 % d'actifs (71,8 % ayant un emploi et 7,6 % de chômeurs) et 20,6 % d'inactifs,. En  2018, le taux de chômage communal (au sens du recensement) des 15-64 ans est inférieur à celui de la France et département, alors qu'en 2008 il était supérieur à celui du département et inférieur à celui de la France.
La commune est hors attraction des villes,. Elle compte 908 emplois en 2018, contre 873 en 2013 et 790 en 2008. Le nombre d'actifs ayant un emploi résidant dans la commune est de 851, soit un indicateur de concentration d'emploi de 106,7 % et un taux d'activité parmi les 15 ans ou plus de 50,6 %.
Sur ces 851 actifs de 15 ans ou plus ayant un emploi, 321 travaillent dans la commune, soit 38 % des habitants. Pour se rendre au travail, 86 % des habitants utilisent un véhicule personnel ou de fonction à quatre roues, 0,7 % les transports en commun, 9,3 % s'y rendent en deux-roues, à vélo ou à pied et 4 % n'ont pas besoin de transport (travail au domicile).

### Activités hors agriculture

#### Secteurs d'activités
223 établissements sont implantés  à Mauvezin au 31 décembre 2019. Le tableau ci-dessous en détaille le nombre par secteur d'activité et compare les ratios avec ceux du département,.
| Secteur d'activité                                                                                        | Commune | Commune | Département |
| Secteur d'activité                                                                                        | Nombre  | %       | %           |
| --- | ------- | ------- | ----------- |
| Ensemble                                                                                                  | 223     | 100 %   | (100 %)     |
| Industrie manufacturière, industries extractives et autres                                                | 21      | 9,4 %   | (12,3 %)    |
| Construction                                                                                              | 25      | 11,2 %  | (14,6 %)    |
| Commerce de gros et de détail, transports, hébergement et restauration                                    | 64      | 28,7 %  | (27,7 %)    |
| Information et communication                                                                              | 5       | 2,2 %   | (1,8 %)     |
| Activités financières et d'assurance                                                                      | 7       | 3,1 %   | (3,5 %)     |
| Activités immobilières                                                                                    | 11      | 4,9 %   | (5,2 %)     |
| Activités spécialisées, scientifiques et techniques et activités de services administratifs et de soutien | 23      | 10,3 %  | (14,4 %)    |
| Administration publique, enseignement, santé humaine et action sociale                                    | 44      | 19,7 %  | (12,3 %)    |
| Autres activités de services                                                                              | 23      | 10,3 %  | (8,3 %)     |

Le secteur du commerce de gros et de détail, des transports, de l'hébergement et de la restauration est prépondérant sur la commune puisqu'il représente 28,7 % du nombre total d'établissements de la commune (64 sur les 223 entreprises implantées  à Mauvezin), contre 27,7 % au niveau départemental.

#### Entreprises et commerces
Les cinq entreprises ayant leur siège social sur le territoire communal qui génèrent le plus de chiffre d'affaires en 2020 sont : 
- NTD France, fabrication de structures métalliques et de parties de structures (27 893 k€) ;
- Gascodis, supermarchés (16 672 k€) ;
- Profils Minces Ouest Par Abreviation Pmo, profilage à froid par formage ou pliage (5 985 k€) ;
- NTD Montage, construction d'autres bâtiments (4 378 k€) ;
- Transports Dazzan Brice, transports routiers de fret interurbains (1 324 k€).

### Agriculture
La commune est dans la Lomagne, une petite région agricole occupant le nord-est du département du Gers. En 2020, l'orientation technico-économique de l'agriculture  sur la commune est la polyculture et/ou le polyélevage.
|               | 1988  | 2000  | 2010  | 2020  |
| ------------- | ----- | ----- | ----- | ----- |
| Exploitations | 97    | 59    | 46    | 35    |
| SAU (ha)      | 3 116 | 2 760 | 2 624 | 2 609 |

Le nombre d'exploitations agricoles en activité et ayant leur siège dans la commune est passé de 97 lors du recensement agricole de 1988  à 59 en 2000 puis à 46 en 2010 et enfin à 35 en 2020, soit une baisse de 64 % en 32 ans. Le même mouvement est observé à l'échelle du département qui a perdu pendant cette période 51 % de ses exploitations,. La surface agricole utilisée sur la commune a également diminué, passant de 3 116 ha en 1988 à 2 609 ha en 2020. Parallèlement la surface agricole utilisée moyenne par exploitation a augmenté, passant de 32 à 75 ha.

## Culture locale et patrimoine

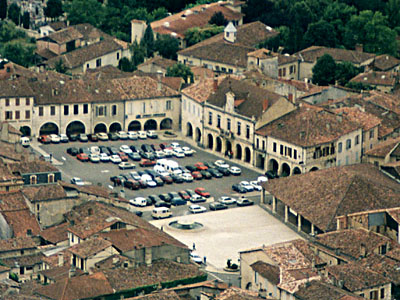
La place de la Libération et mairie - vue aérienne.

### Lieux et monuments
- La promenade du Château
- La Halle du XIVe siècle  Inscrit MH (2004)[55].

La place de la Libération est le cœur de la bastide. Le Trépadé, qui forme un bel ensemble architectural, est bordé de maisons anciennes à arcades où l'on remarque la poste, Maison Henri IV de style gascon du XVIe siècle, la Mairie, belle construction de pierre du XIXe siècle et la Halle, imposant monument aux piliers soutenant une magnifique charpente couverte en tuile.
- L'église, ruinée par les Guerres de religion, a été reconstruite en partie, en 1829. À l'intérieur, on peut admirer des stalles gothiques du XVe siècle en provenance de l'église de Barran (Gers), un baldaquin et un orgue de 14 jeux.
- L'église Saint-Michel. Son clocher est  Classé MH (1930)[56]. Le clocher gothique date du XIIIe siècle, il a été construit avec des étages octogonaux et des puissants contreforts.
- Église de Lamothe de Mauvezin.
- Église Notre-Dame-de-l'Assomption de Grazan.
- Chapelle d'En Galin.

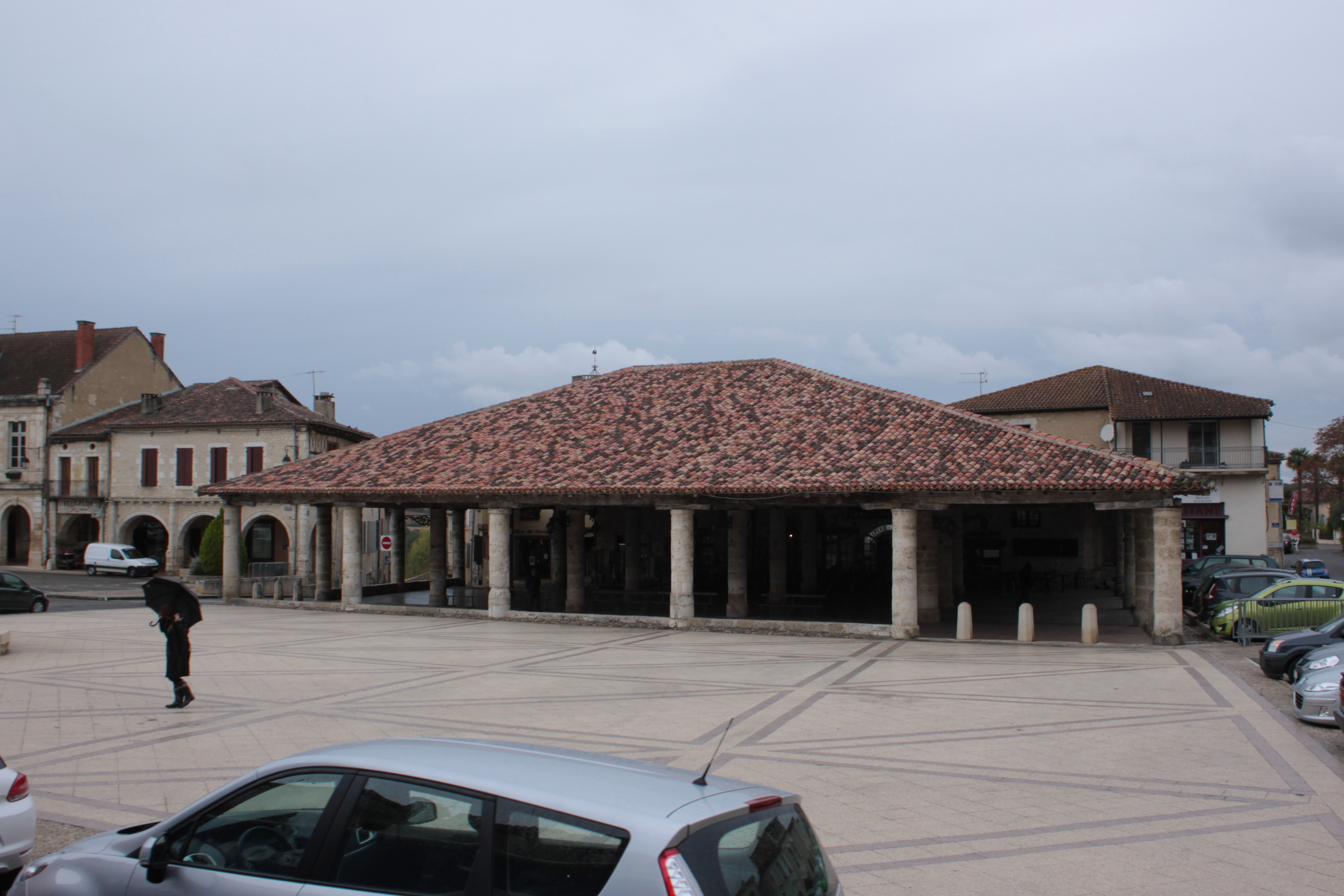
La halle.
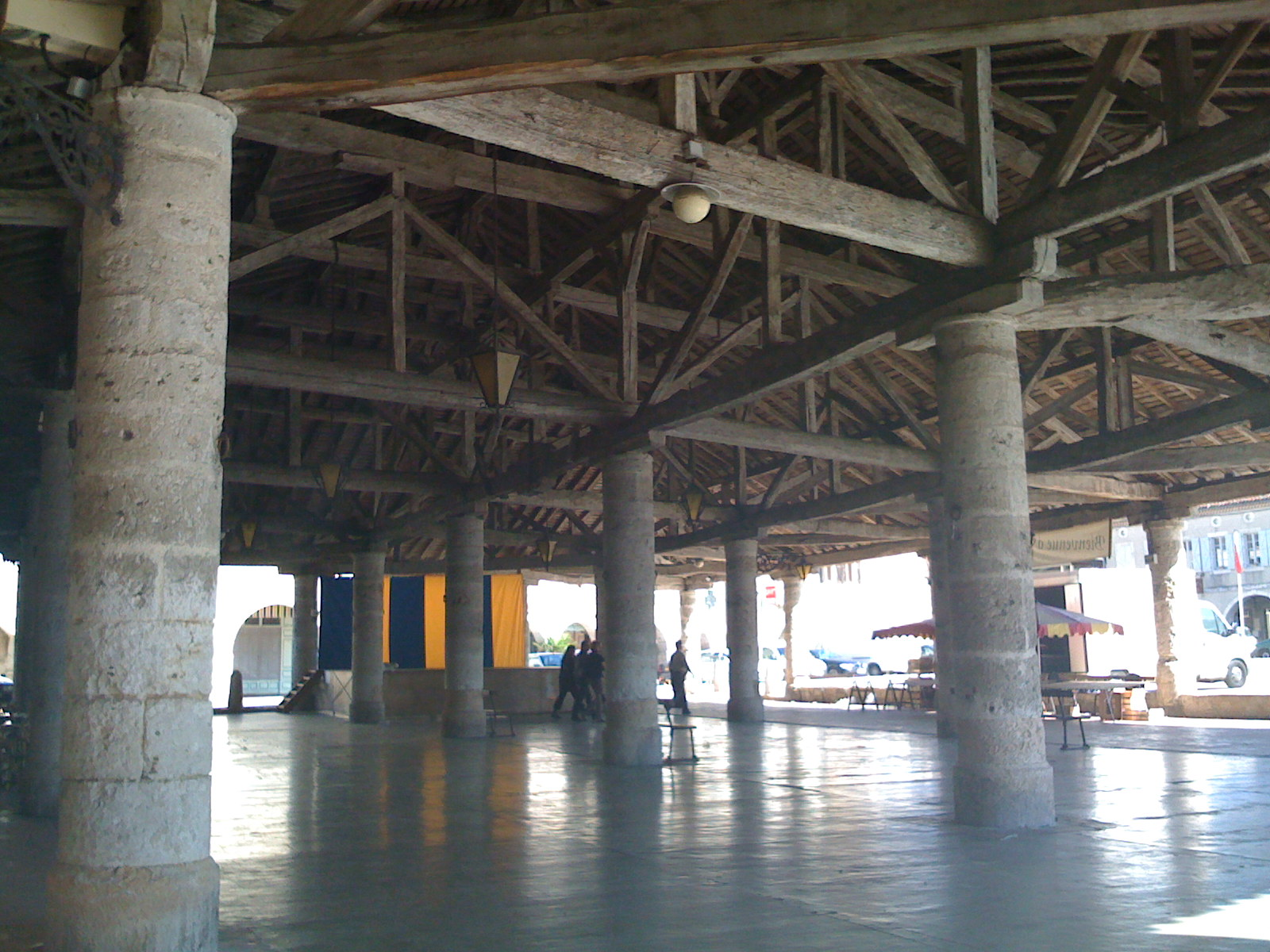
L'intérieur de la halle.
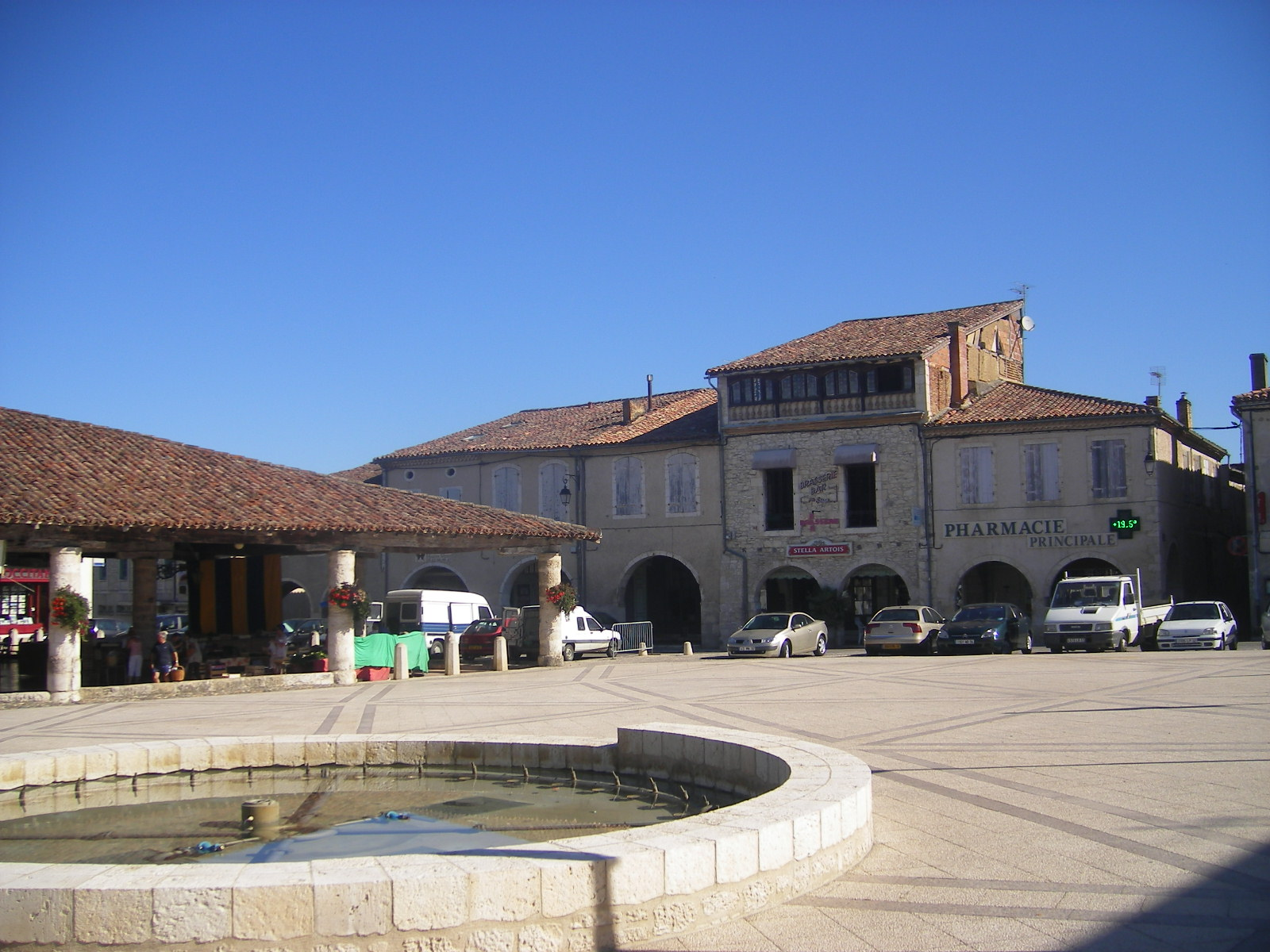
Place de la Halle
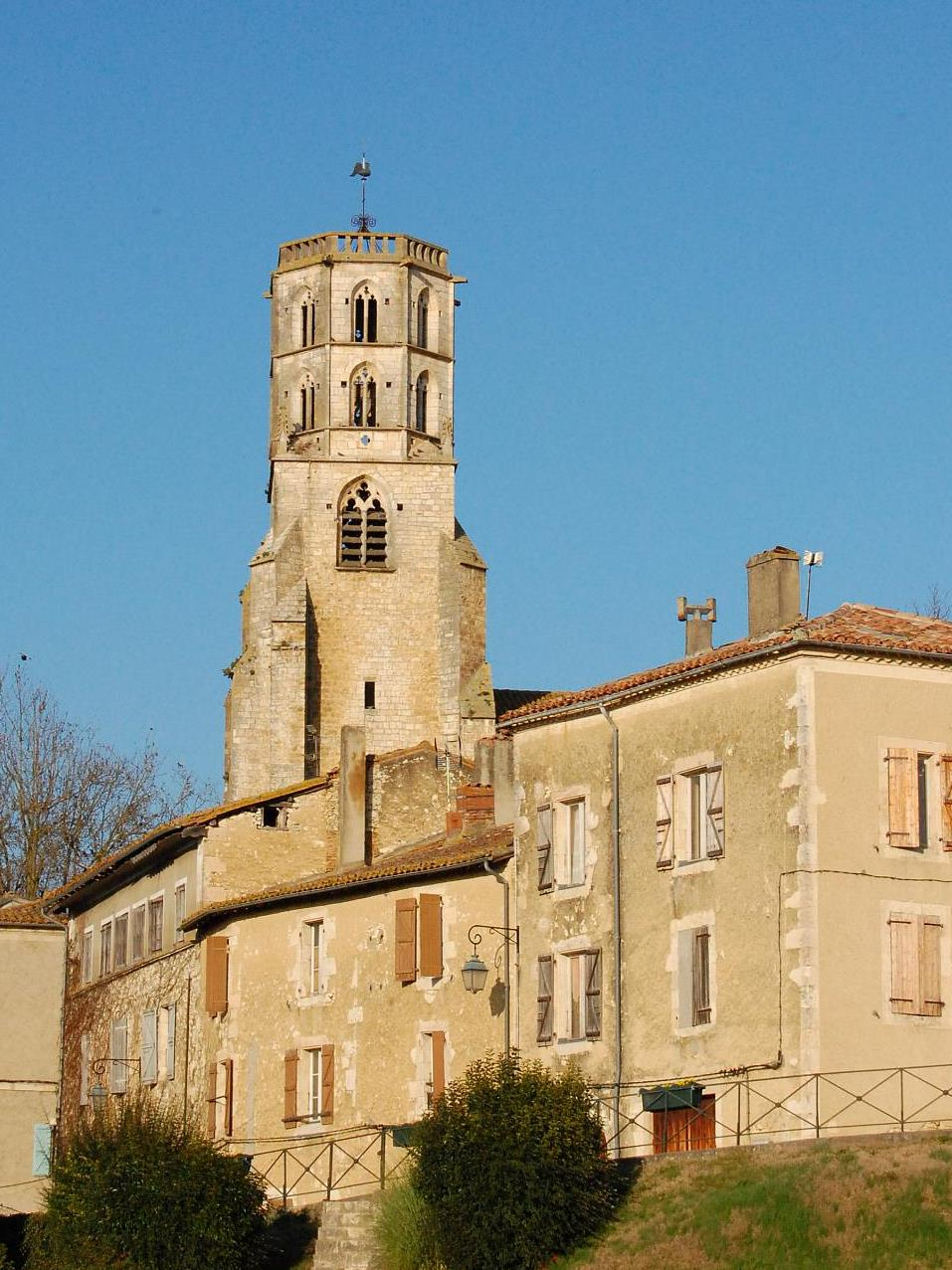
L'église Saint-Michel.
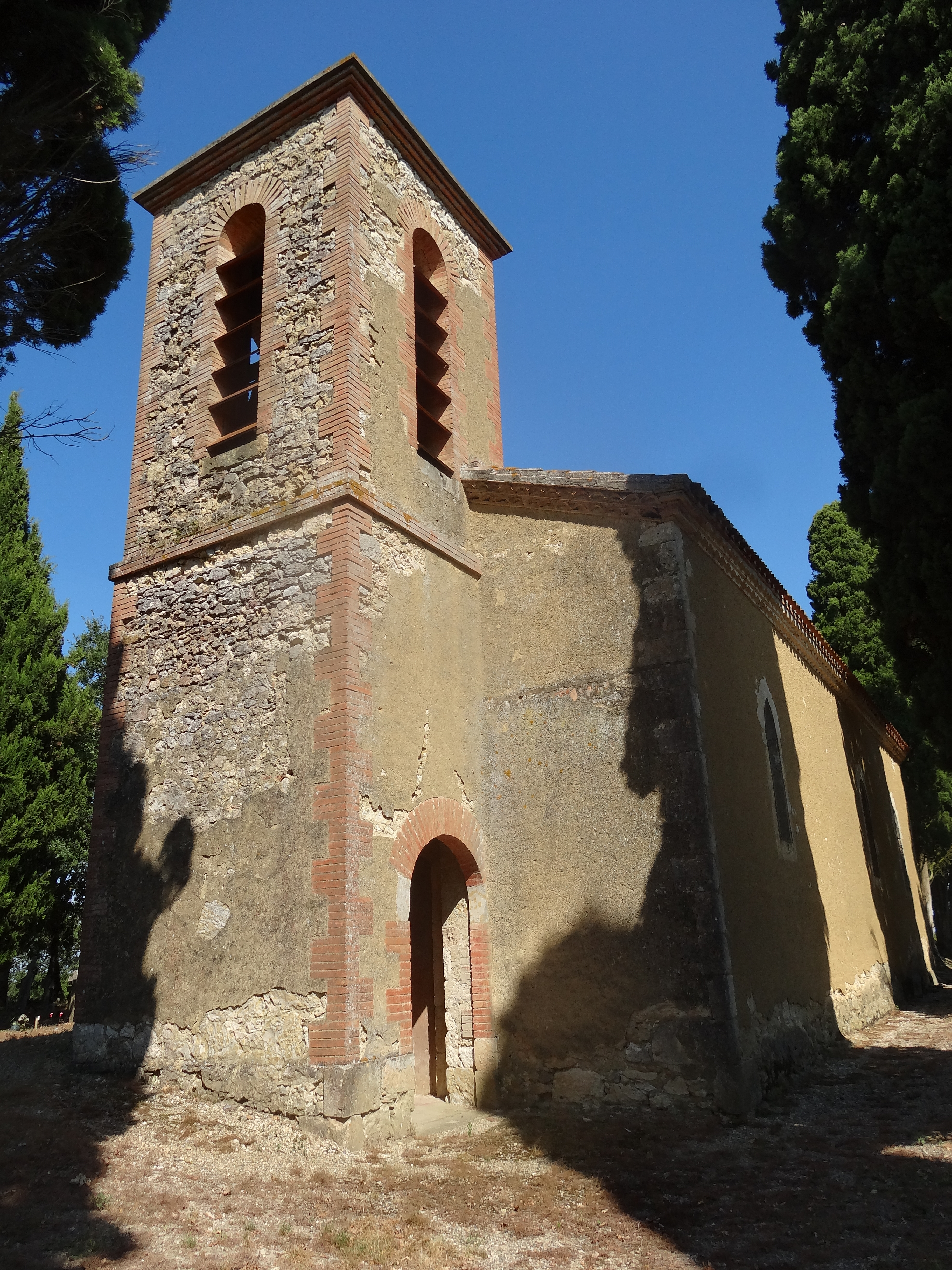
Église Notre-Dame-de-l'Assomption de Grazan
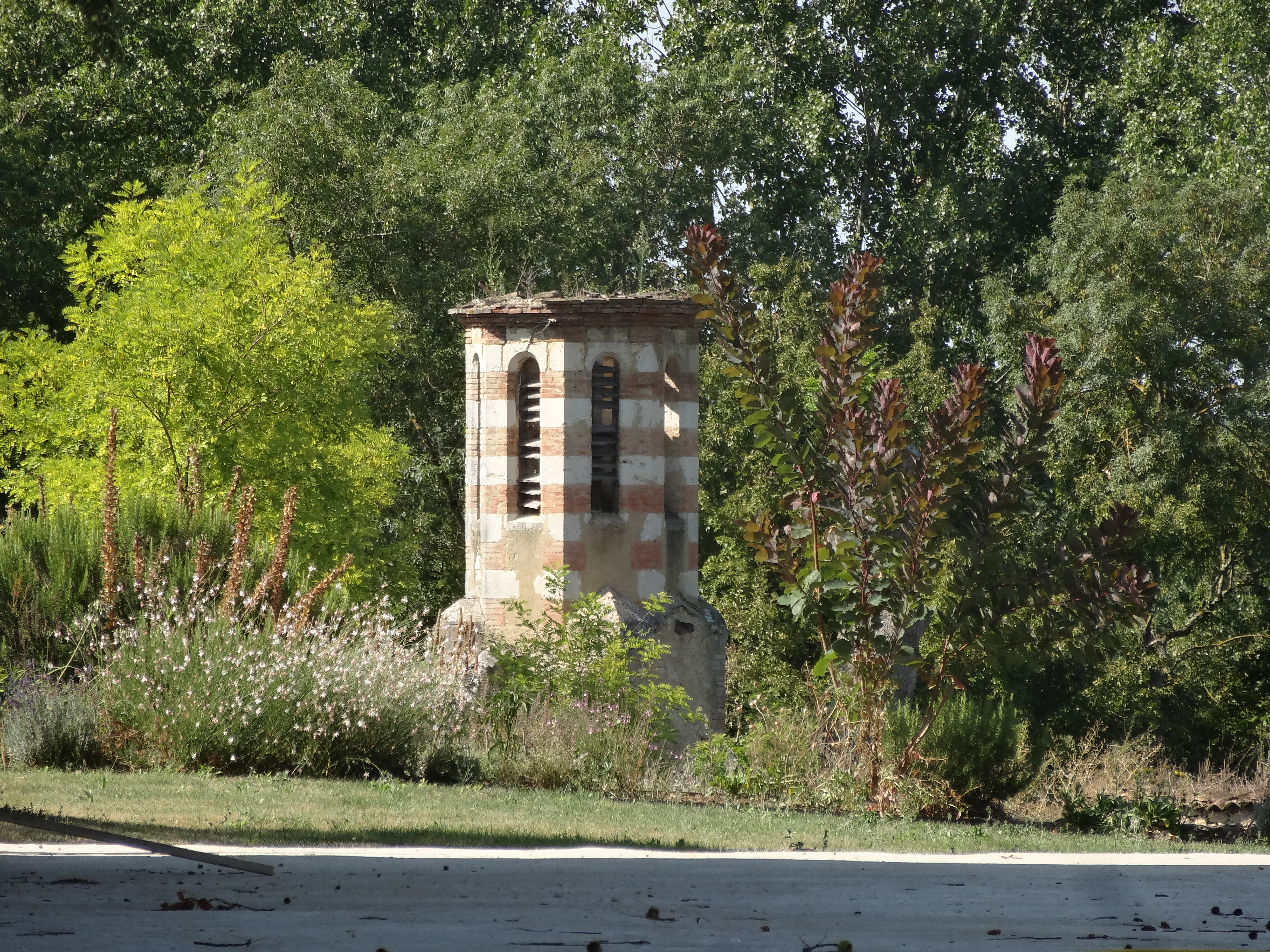
Chapelle d'En Galin

- La Tour Jeanne-d'Albret : C'est une Tour carrée du XIVe siècle, de style austère et dépouillé, qui domine la basse ville.
- Le Temple protestant unie de France : Le temple du XVIIe siècle fut rasé en 1684 lors des guerres de Religion. Il fut reconstruit au XIXe siècle et récemment restauré.
- La fontaine du Curé

Située entre la basse ville et le centre ville, cette fontaine a été récemment restaurée.

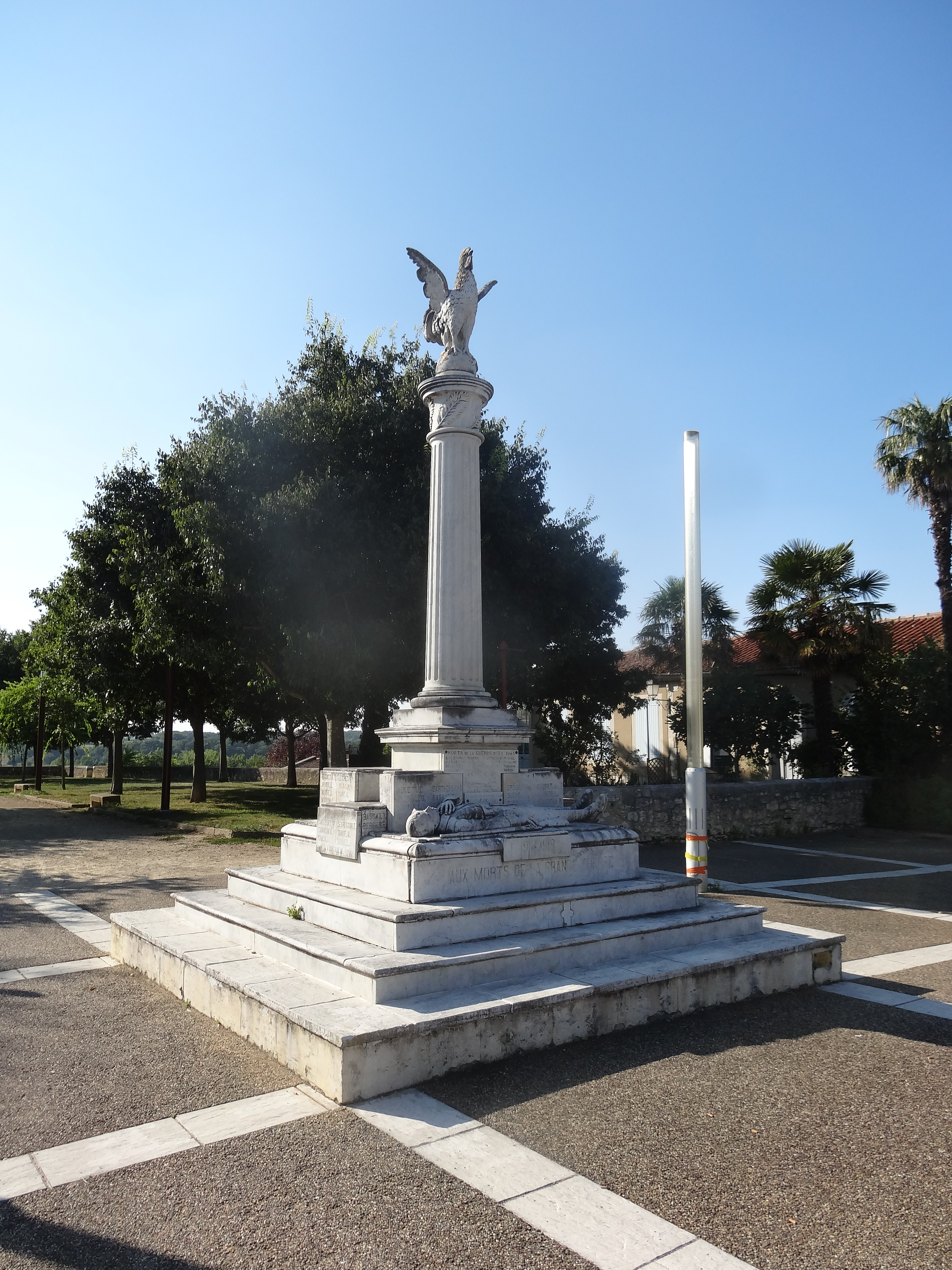
Monument aux morts

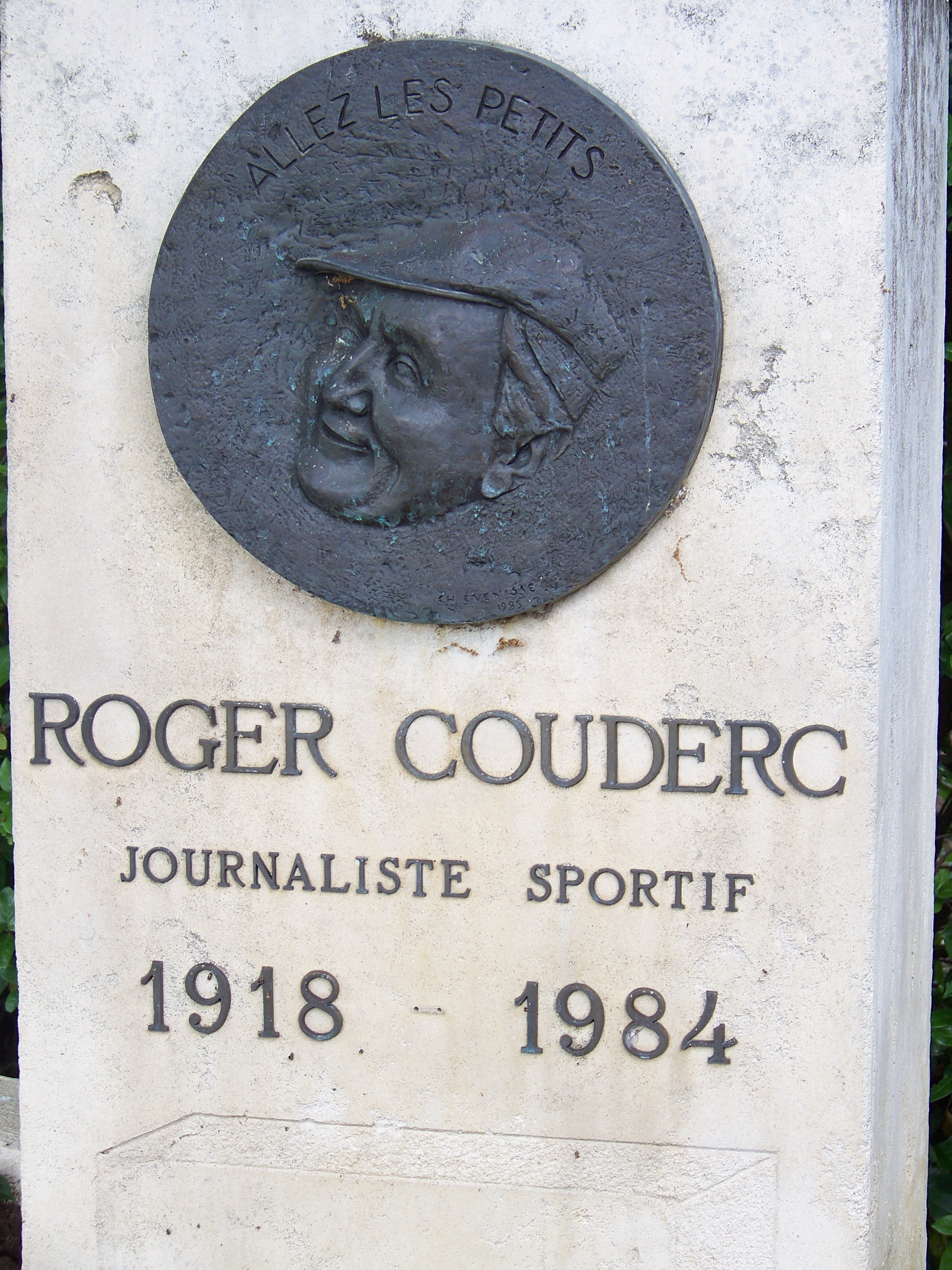
La Stèle Roger-Couderc
Édifiée à la mémoire du journaliste sportif, enterré au cimetière de Mauvezin (route d'Auch).

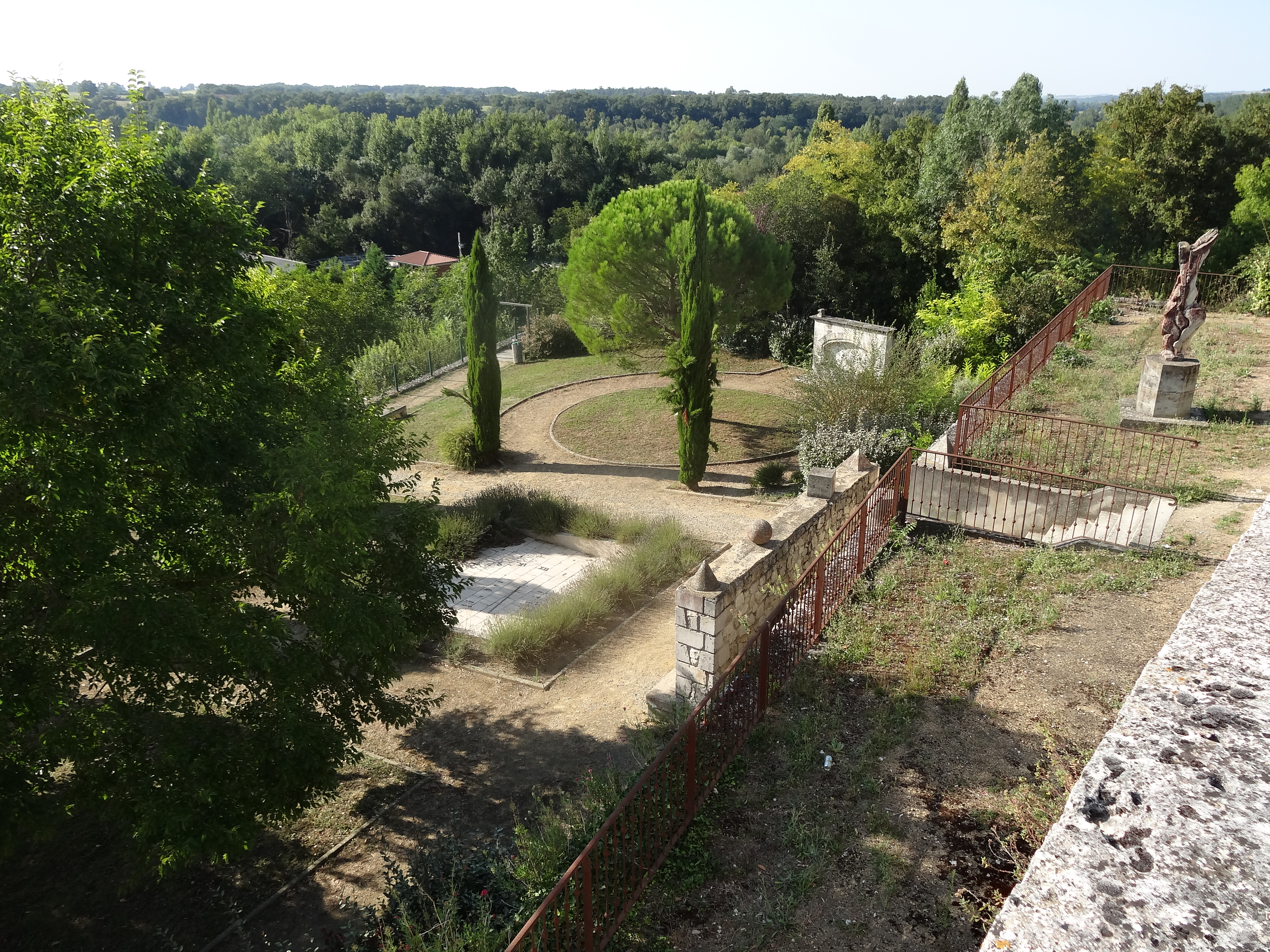
Jardins du château à Mauvezin.
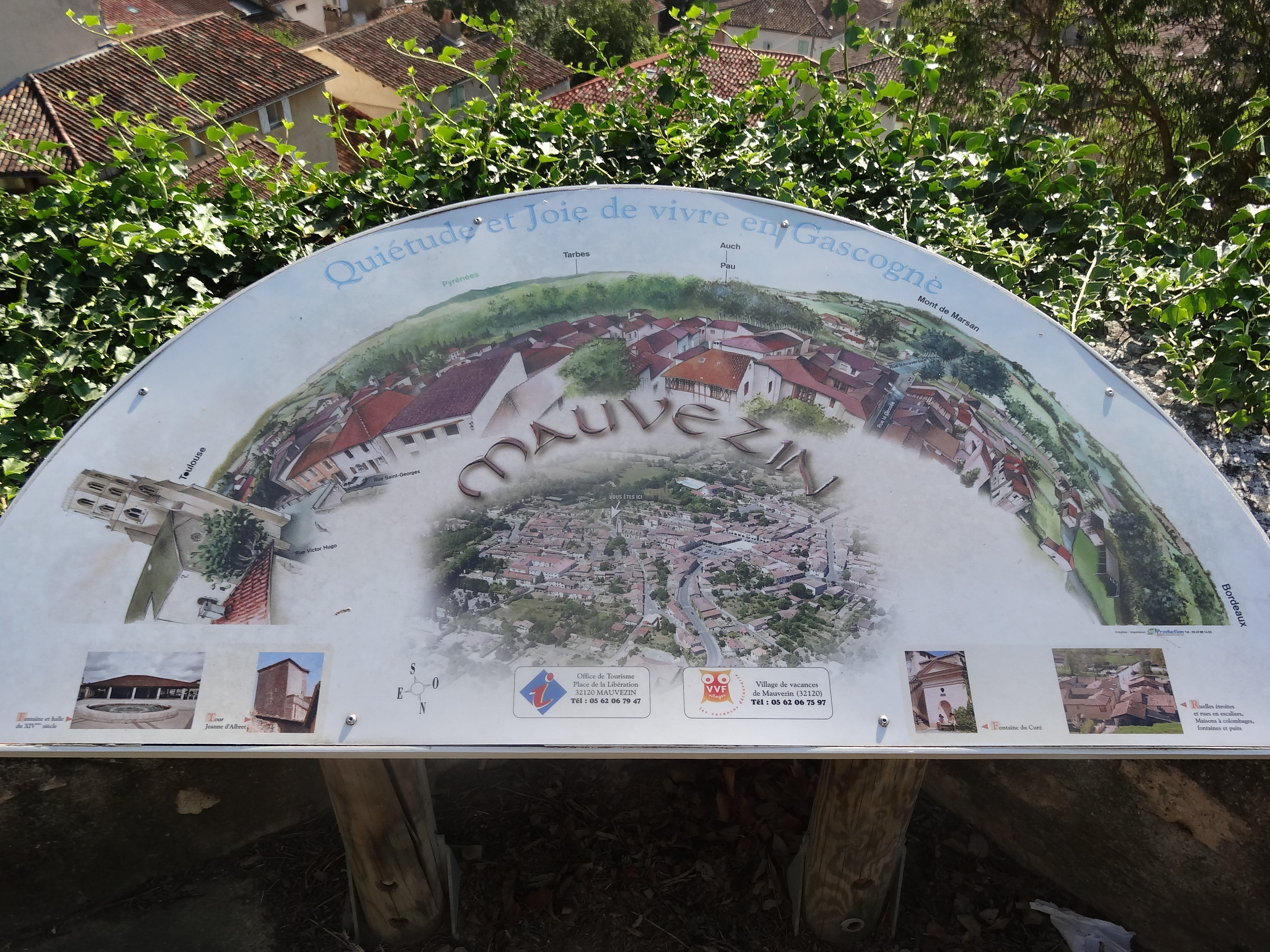
Table d'orientation
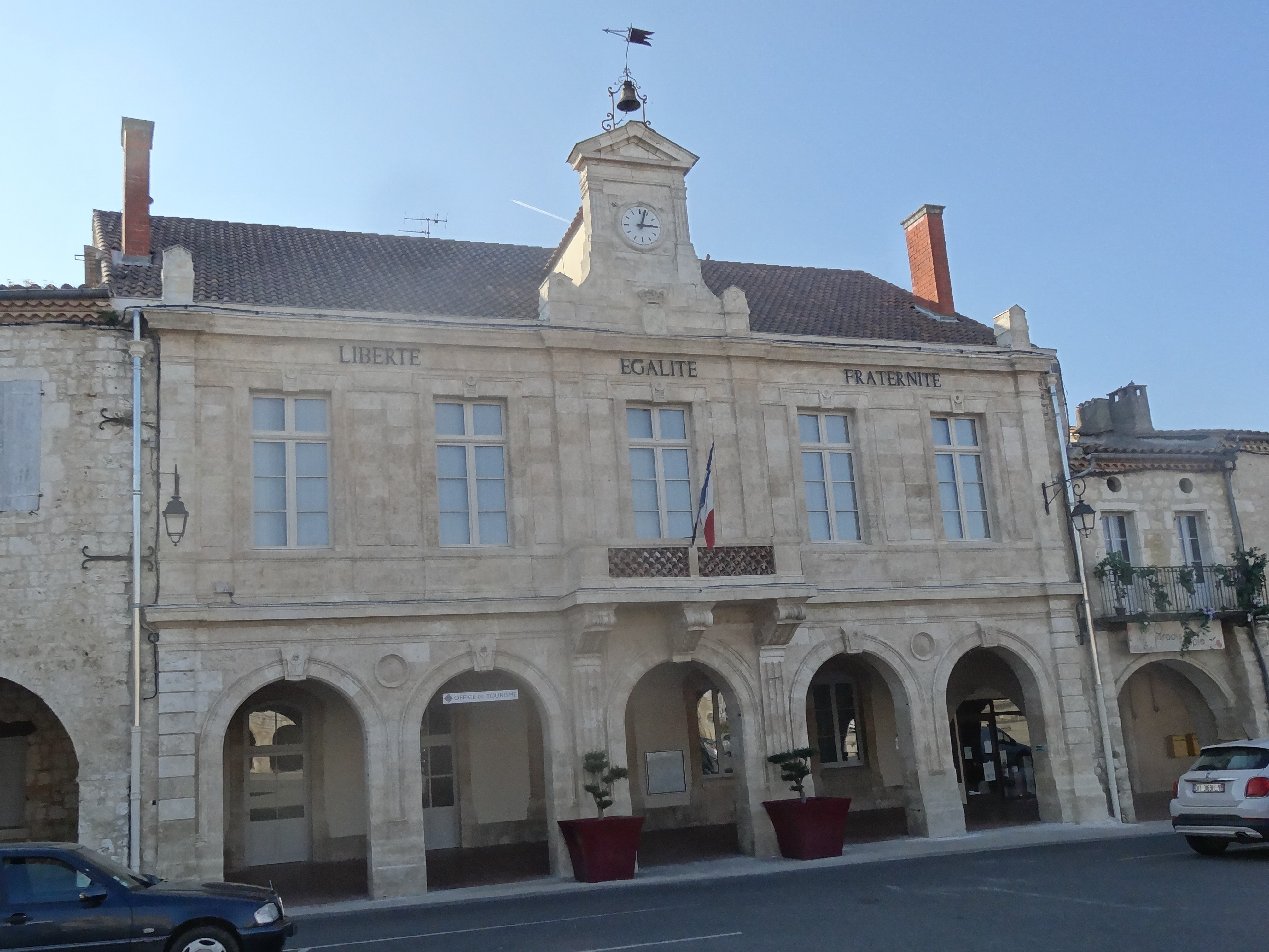
Hôtel de ville (la mairie)
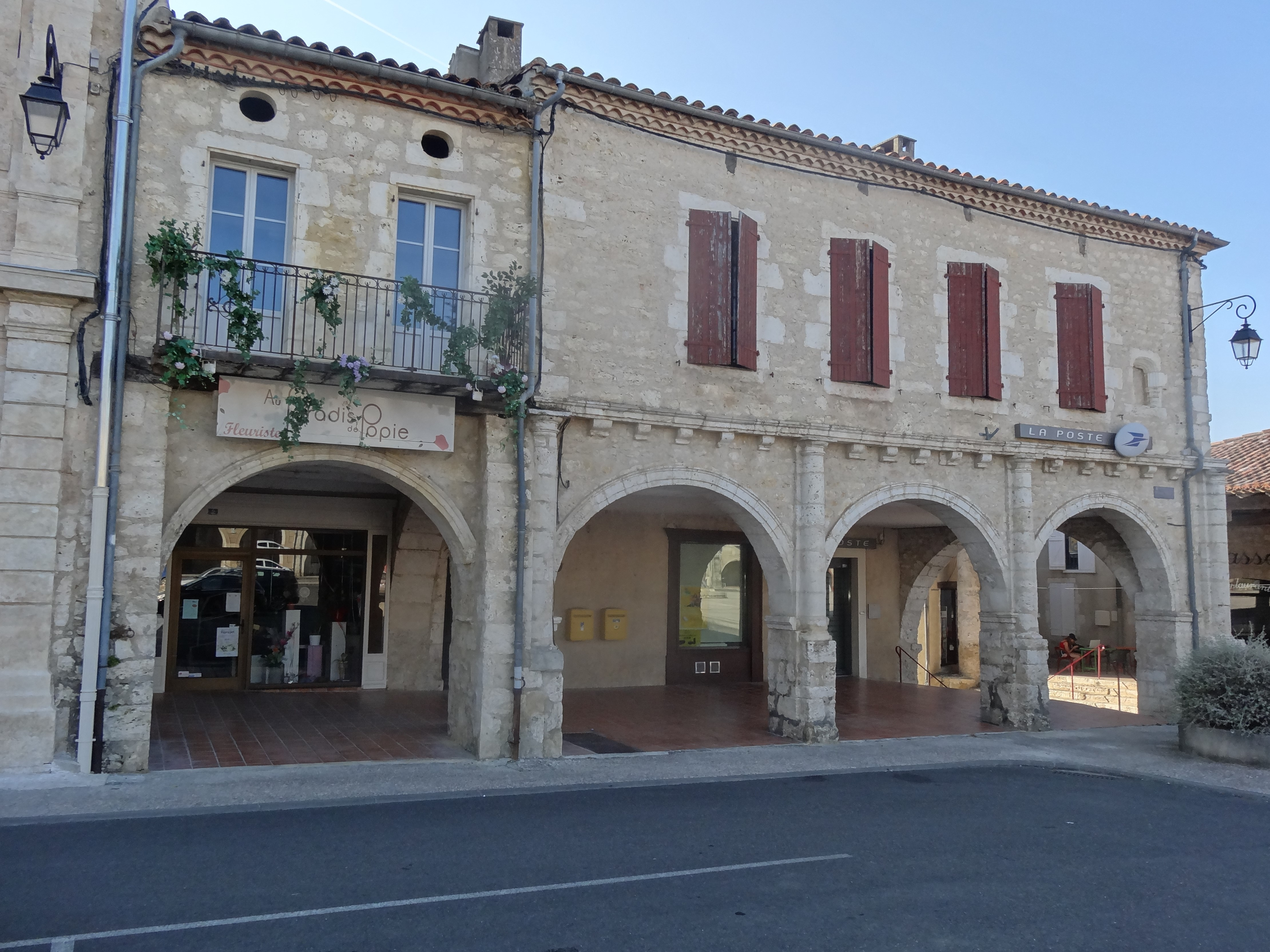
Maison Henri IV hébergeant le bureau de poste
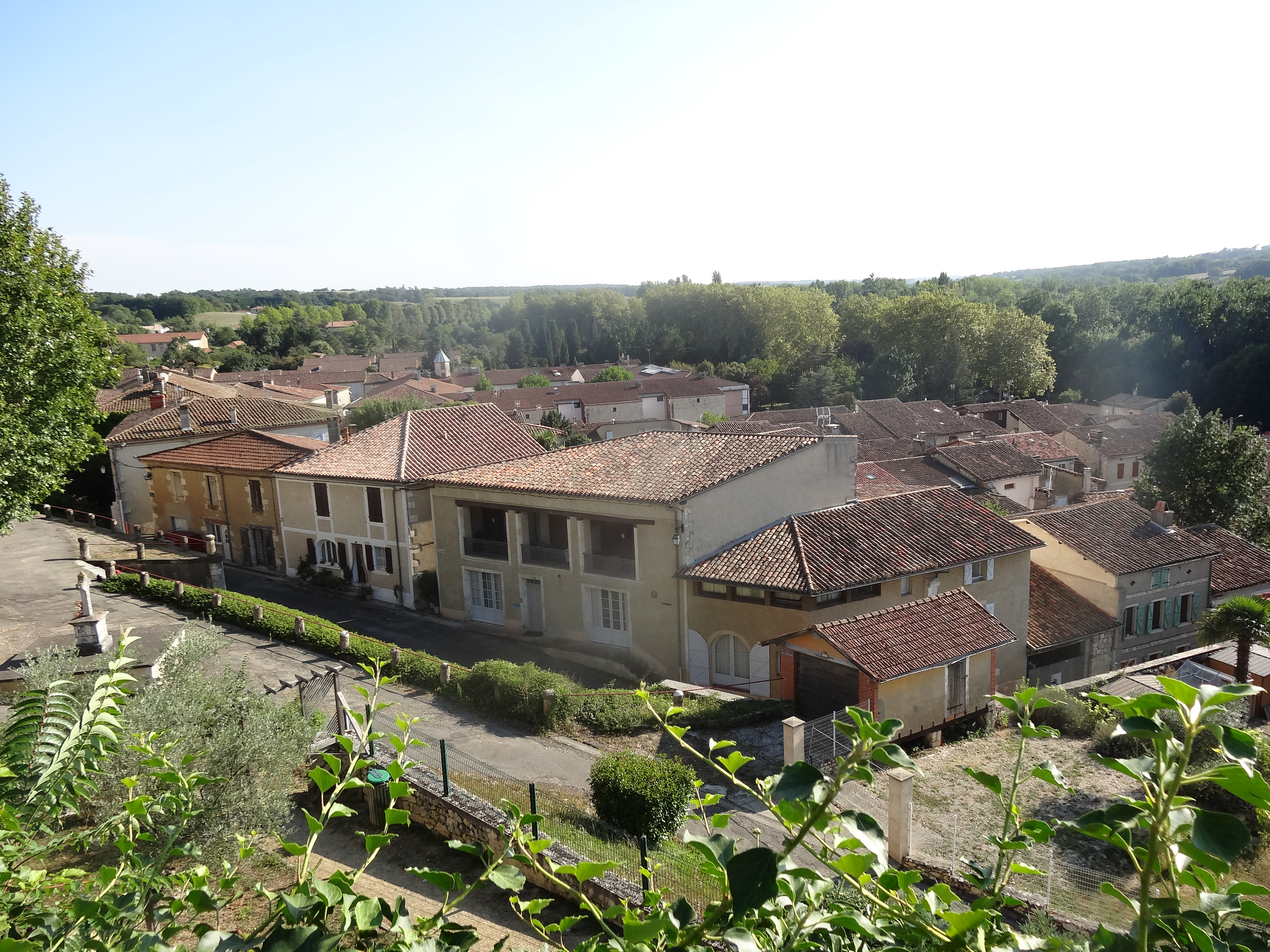
Partie basse de la ville de Mauvezin vue depuis la promenade du château.
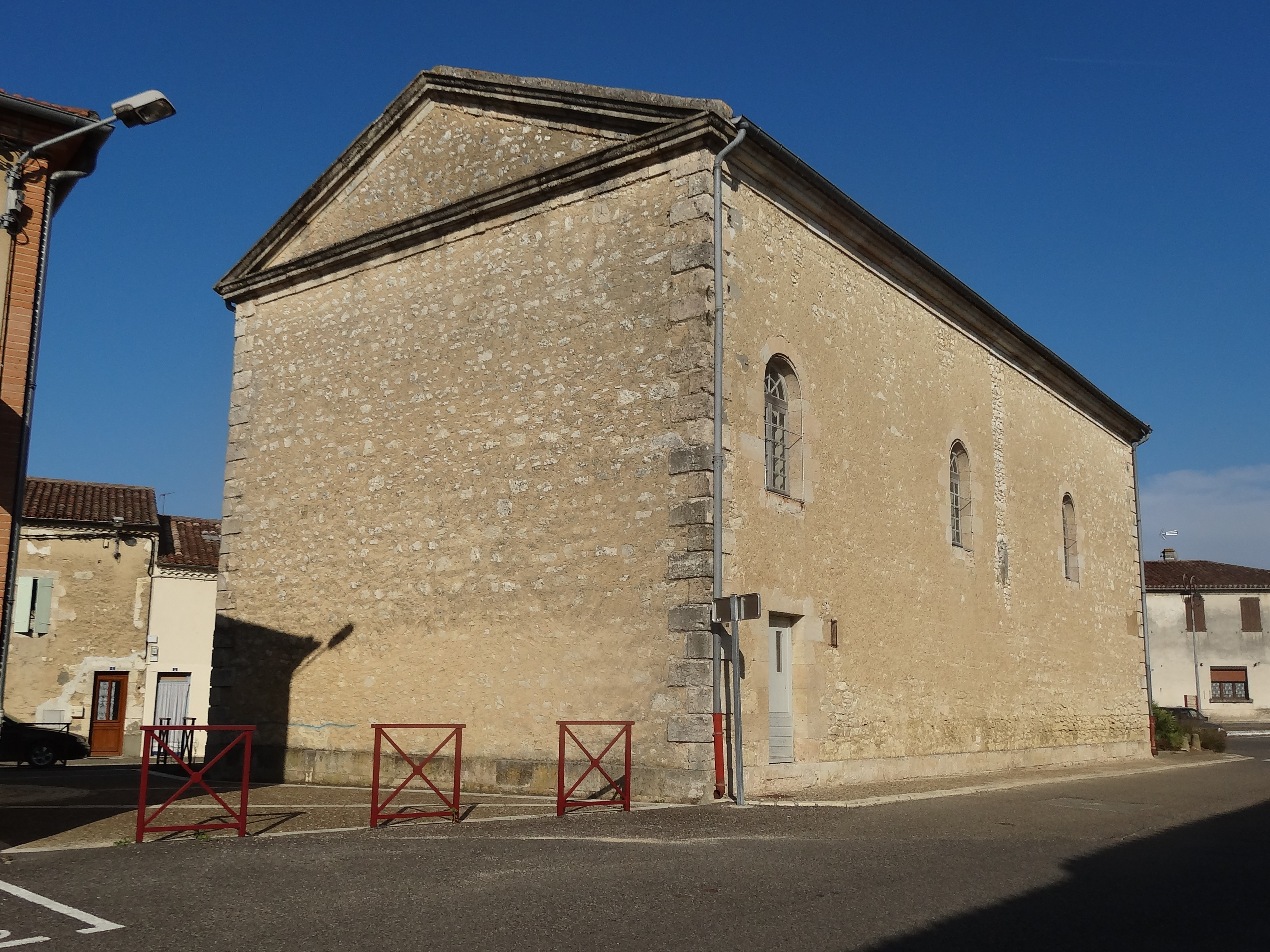
Temple de l’Église protestante unie de France
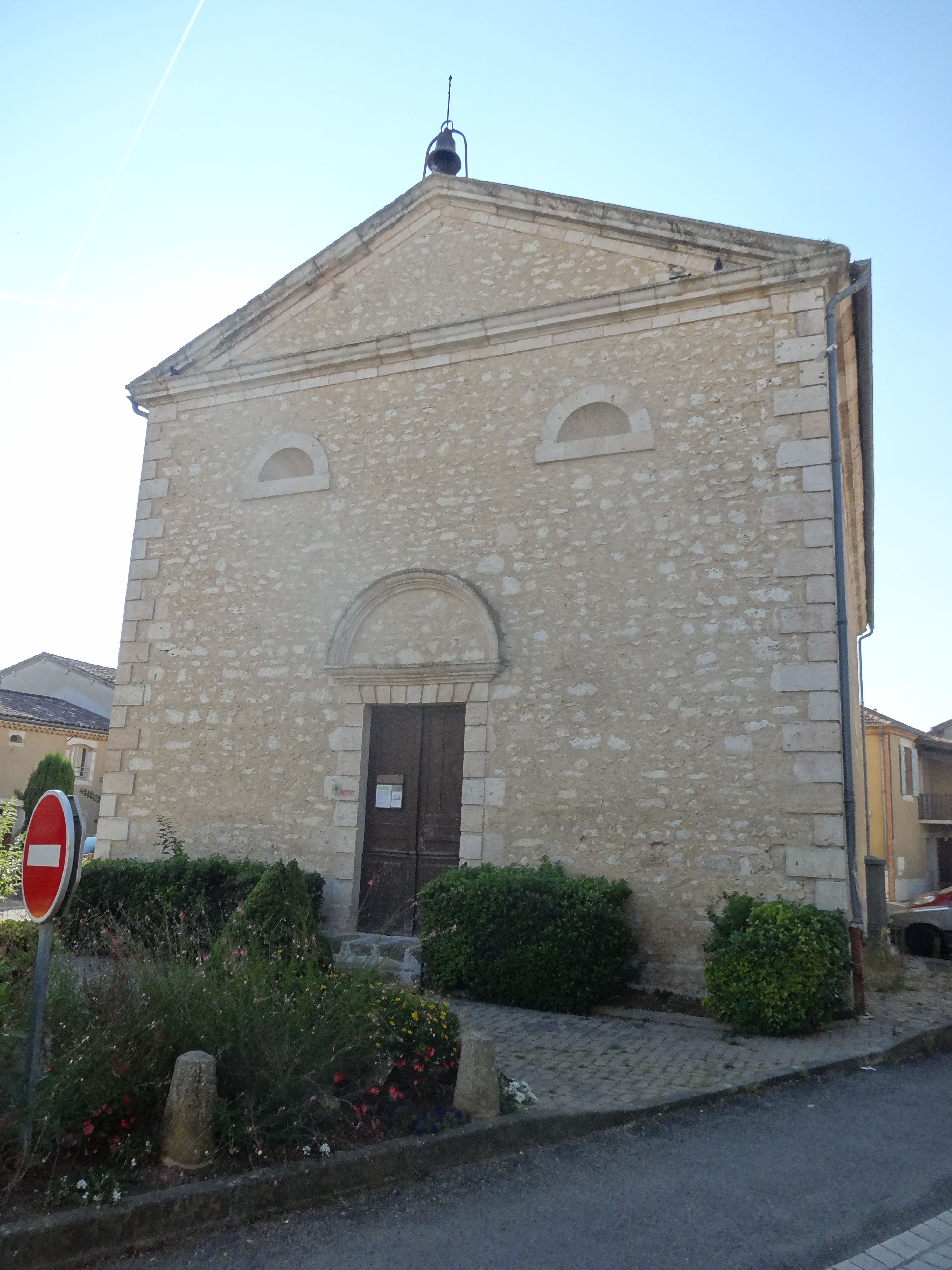
Temple de l’Église protestante unie de France

### Personnalités liées à la commune
- Jeanne d'Albret (1528-1572) : contribua à faire de Mauvezin un centre protestant ;
- Guillaume de Saluste Du Bartas (1544-1590) : écrivain et poète mort à Mauvezin ;
- Jean de La Gessée (v.1550-v.1600) : poète et historien né à Mauvezin ;
- Roger Couderc (1918-1984) : journaliste sportif, inhumé à Mauvezin ; son épouse était mauvezinoise.
- François Blaizot (1923-2007) : homme politique né à Mauvezin ;
- Olivier Campan (1970-) : joueur de rugby international né à Mauvezin ;
- Christophe Porcu (1971-) : joueur de rugby international né à Mauvezin ;
- Michel Simonot, écrivain, metteur en scène et sociologue né à Mauvezin ;
- Jean Philip, homme politique né à Mauvezin.

### Héraldique
| Blason | Blasonnement : D'argent aux trois barres d'azur, aux trois vaches d'or rangées en bande brochant sur le tout. |